# Posta (by)
Belmonte in Sabina er en italiensk by (og kommune) i regionen Lazio i Italien, med omkring 557(2023) indbyggere. 